# Cuauhtlamila
Cuauhtlamila är en ort i Mexiko.   Den ligger i kommunen Álvaro Obregón och delstaten Distrito Federal, i den sydöstra delen av landet, 19 km sydväst om huvudstaden Mexico City. Cuauhtlamila ligger 2 749 meter över havet och antalet invånare är 326.
Terrängen runt Cuauhtlamila är huvudsakligen kuperad, men söderut är den bergig. Runt Cuauhtlamila är det mycket tätbefolkat, med 4 039 invånare per kvadratkilometer. Närmaste större samhälle är Mexico City, 19,0 km nordost om Cuauhtlamila. I omgivningarna runt Cuauhtlamila växer i huvudsak blandskog.